# Taral Hicks
Pour les articles homonymes, voir Hicks.
Taral Hicks, née le 21 septembre 1974 dans le Bronx (New York), est une actrice et chanteuse américaine. Elle est connue pour son rôle dans Il était une fois le Bronx (1993).

## Filmographie
- 1993 : Il était une fois le Bronx : Jane Williams
- 1995 : Just Cause : Lena Brown
- 1996 : Educating Matt Waters (téléfilm)
- 1996 : La Femme du pasteur
- 1998 : Belly : Keisha
- 2002 : Tribunal central (série télévisée)
- 2003 : Soul Food : Les Liens du sang (série télévisée) : Naomi
- 2005 : The Salon : Trina
- 2007 : Humenetomy
- 2012 : Aunt Bam's Place : Mona
- 2016 : Where Hearts Lie : Shante Jackson
- 2016 : Supposition

## Discographie
- 1997 : This Time